# Helena Nader
Helena Bonciani Nader (sinh ngày 5 tháng 11 năm 1947) là một nhà khoa học y sinh người Brazil có trụ sở tại Đại học Liên bang São Paulo. Bà từng là Chủ tịch Hiệp hội vì sự tiến bộ của khoa học Brazil từ năm 2011 đến 2017. Bà làm việc trong glycobiology, chuyên về đặc tính của proteoglycan. Bà là thành viên của Viện hàn lâm Khoa học Thế giới.

## Tuổi thơ và giáo dục ban đầu
Nader được sinh ra ở São Paulo. Bà trải qua thời thơ ấu ở São Paulo và Curitiba. Bà là một học sinh trung học ở Hoa Kỳ và học ngành khoa học y sinh tại Đại học Liên bang São Paulo và tốt nghiệp cử nhân năm 1970. Bà đồng thời lấy bằng cử nhân giáo dục tại Đại học São Paulo, trước khi bắt đầu nghiên cứu tiến sĩ về sinh học phân tử với thầy hướng dẫn là Carl Von Peter Dietrich. Nader lấy bằng tiến sĩ tại Đại học Liên bang São Paulo năm 1974. Cô là một nhà nghiên cứu sau tiến sĩ tại Đại học Nam California.

## Nghiên cứu và sự nghiệp
Nader trở lại Đại học Liên bang São Paulo, nơi cô được làm Giáo sư năm 1989. Nader nghiên cứu glycobiology, điều tra proteoglycan, một lớp phức tạp của glycoconjugates. Bà nghiên cứu làm thế nào các proteoglycan như heparan sulfate có liên quan đến cầm máu. Công việc của bà liên quan đến phổ cộng hưởng từ hạt nhân và phân tích mảnh. Bà giữ vị trí giáo sư thỉnh giảng tại Trung tâm Y tế Đại học Loyola và Trung tâm Khoa học Tế bào W. Alton Jones.
Nader là một người ủng hộ cho sự bình đẳng, đa dạng và bao gồm trong khoa học và kỹ thuật. Bà là thành viên của Hiệp hội vì sự tiến bộ khoa học Brazil từ năm 1969, và tham gia kháng chiến với chế độ độc tài quân sự. Bà được bổ nhiệm làm Chủ tịch Hiệp hội vì sự tiến bộ của khoa học Brazil năm 2011. Nader là người phụ nữ thứ ba giữ vị trí này, sau Carolina Bori và Glaci Zancan. Nader cũng giữ vị trí trong ba nhiệm kỳ, bàn giao vị trí vào năm 2017. Trong thời gian làm chủ tịch, bà khuyến khích phân bổ tiền bản quyền dầu mỏ cho khoa học và công nghệ.